# Spoleto Calcio
L'Associazione Sportiva Dilettantistica Spoleto Calcio, meglio conosciuto come Spoleto Calcio, è una società calcistica italiana con sede nella città di Spoleto, in provincia di Perugia. Milita in Eccellenza, la quinta serie del campionato italiano.
Fondato nel 1923 come Società Sportiva Virtus, il club ha cambiato nel tempo diverse denominazioni tra cui Virtus Spoleto, con la quale ha disputato quattro stagioni di Serie C negli anni '40. I colori sociali tradizionali della squadra sono il bianco e il rosso, e disputa le gare interne allo stadio Comunale "Giancarlo Mercatelli" di Spoleto.

## Storia
Gli albori
“Nel pomeriggio del 28 agosto del 1896 (scrive il giornalista spoletino Antonio Busetti “Spoleto 70 anni di calcio”)  a piazza d’Armi, alla presenza di 200 persone, venne disputata la prima partita del gioco del foot-ball. Protagoniste (arbitro un certo Franceschini) furono due formazioni composte di giovani allievi del collegio militare di Firenze che si trovavano a Spoleto per il campo estivo e che per l’occasione presero la denominazione di “rossi” e “bianchi” dal colore della maglia che indossavano.”
Il calcio a Spoleto, come afferma il noto giornalista spoletino Antonio Busetti sempre dal libro “Spoleto 70 anni di calcio” edito nel 1977, nasce nel 1909 quando viene costituita la prima sezione calcistica della città, ovvero l'U.S. Spoletina. Dal 1910 al 1929 si erano cimentate, oltre a quest’ultima, diverse associazioni locali (il Convitto Nazionale Umberto I, il FottBall Club Spoleto e la S.S. Giovanni Bovio) tutte però di breve vita.
Nascita della S.S. Virtus
Marino Monti (fonte “Spoleto 70 anni di calcio”), fondatore della S.S. Virtus nel 1923 insieme ad altri personaggi locali ed ex giocatore, dirigente e giornalista sportivo afferma: “La Virtus Nacque in occasione di una partita di football con la squadra della sezione spoletina della Bovio, e la sportivissima amministrazione comunale del tempo di compiacque di offrire un premio consistente in un vaso di terracotta che fu chiamato proposamente trofeo del comune di Spoleto. La Virtus vinse la partita ed il "trofeo di coccio" ma la vittoria più importante fu quella di aver scosso un po’ l’apatia degli spoletini.” È la prima testimonianza calcistica dell’antenata società sportiva che, negli anni seguenti, disputa solo alcune amichevole contro squadre locali e di città vicine. Il primo campionato ufficiale alla quale partecipa è il Campionato Umbro ULIC esordendo l’8 Giugno 1929 in un Virtus, Indomita Foligno 3-0. Negli anni successivi disputa, con alterni risultati, i campionati regionali dell’epoca. Dal 1937 al 1941 cambia denominazione in Spoleto Polisportiva Fascista per poi ritornare Virtus Spoleto S.S. nell’anno del primo campionato nazionale di serie C 1942-43.
Dal Dopoguerra agli anni ‘90
Dalla stagione 1942-43 Partecipa al terzo livello Nazionale per quattro stagioni, sfiorando anche le fasi finali nel 1946-47.
Negli anni successivi si susseguono stagioni a cavallo tra il primo livello del campionato Umbro e l’Interregionale fino al 1963, anno della fusione con un'altra squadra spoletina: l'Associazione calcio Spoleto, divenendo ufficialmente Associazione Sportiva Spoleto, affermandosi successivamente nel campionato di Serie D per 10 anni consecutivi, retrocedendo in Promozione Umbra nel 1980. Nello stesso anno la società dichiara fallimento e rinasce con la denominazione di Federazione calcistica Spoleto, ripartendo dal basso delle categorie regionali umbre.
Si susseguono stagioni di alti e bassi nelle categorie regionali, comprendendo un'altra fusione nel 1989, con la S.S. Nuova Virtus Spoleto, divenendo Polisportiva Nuova Spoleto e nel 1993 in Spoleto Calcio.
Nuovo millennio
Nei primi anni 2000 lo Spoleto riscopre il sapore dei successi degli anni passati. Nel 2003 la società acquisisce il titolo sportivo di un'altra squadra umbra, la Fortis Terni, partecipando e vincendo il campionato di Eccellenza 2003-04 sotto il nome di Fortis Spoleto, tornando in Serie D dopo 13 anni di assenza. Dopo una buona prima stagione conclusasi con il 9º posto, vince il campionato successivo, acquisendo il diritto di tornare in Serie C dopo ben 58 anni di assenza; diritto che però non verrà sancito dalla Covisoc per inadempienze finanziarie, facendo svanire il sogno di tornare tra i professionisti.
Rinasce poche settimane dopo ripartendo dalla Promozione Umbra, con un nuovo sodalizio, l'Associazione dilettantistica Voluntas calcio Spoleto. Tornerà in Serie D nel campionato 2009-10, arrivando terza in Eccellenza ma ripescata e vincendo, inoltre, la sua prima e finora unica Coppa Italia di categoria. Qui vi rimane per 6 stagioni, una delle quali condite anche con la partecipazione ai play-off promozione, persi in finale contro la Viterbese.
Si susseguono stagioni in chiaro-scuro con continui cambi societari, compreso un cambio di denominazione, tornando al vecchio Spoleto calcio. Risale alle cronache sportive nel 2019 quando a fronte dell’ennesima crisi societaria, viene acquisita da una cordata arabo-americana con a capo la Principessa Norah Al Saud , prima donna araba alla guida di una squadra di calcio italiana. I biancorossi concludono il campionato di Eccellenza 2019-20 al 2º posto, terminato in anticipo a causa della pandemia di Covid-19, non riuscendo quindi a raggiungere la promozione in Serie D nonostante gli investimenti fatti, riscontrando tuttavia diversi problemi logistici, tra i quali la mancata concessione dell’uso dello storico stadio comunale.
Il 24 agosto 2020, ultimo giorno utile per l’iscrizione della squadra al campionato, la presidentessa decide di abbandonare la società, non iscrivendo la squadra a nessun campionato.
Dopo 2 anni di inattività Il 23 giugno 2022, a seguito dell’acquisizione del titolo sportivo della Fortitudo Assisi Subasio da parte della BM8 Spoleto, si ricostituisce la "A.S.D. Spoleto Calcio", ripartendo dalla Promozione Umbra.
Il 4 giugno 2023, vincendo lo spareggio Play-Off, contro il Tavernelle sul campo neutro del "Bernicchi" di Città di Castello, davanti ad oltre 1.500 tifosi spoletini, torna in Eccellenza Umbra dopo quattro stagioni.
Il 5 maggio 2024, dopo aver concluso il campionato al penultimo posto con soli 28 punti racimolati in trenta giornate, perde lo spareggio play-out ai tempi supplementari contro il Città di Castello per 2-1, ritornando così in Promozione solo dopo un anno di permanenza nel massimo campionato regionale umbro.
Il 23 febbraio 2025, allo Stadio "Renato Curi" di Perugia, perde la Finale di Coppa Italia Promozione Umbria contro la Nuova Alba per 1-0. Dal 2 marzo dello stesso anno, vista l'indisponibilità dello Stadio cittadino " Giancarlo Mercatelli" per lavori di restyling si trasferisce per le gare casalinghe, prima fuori comune al " Marcello Santi " di Sant' Anatolia di Narco (PG), poi all' "Ivo Rutili" di San Giovanni di Baiano frazione del Comune di Spoleto. Il 24 maggio 2025, vincendo la finale Play-Off nel derby della “ Valle Umbra” allo Stadio " Enzo Blasone" per una 1-0 contro il Foligno Calcio, davanti ad un esodo di tifosi biancorossi, torna in Eccellenza.

## Colori e simboli
I colori ufficiali sono sempre stati il bianco e il rosso, nonostante i vari cambiamenti che il club ha subìto nel tempo.

## Società

### Organigramma societario
- Vittorio Montesi - Presidente
- Marco Sivori - Vice Presidente
- Stefano Proietti Costa - Direttore Generale
- Alberto Del Frate - Direttore Sportivo

Area tecnica
- Alessandro Cavalli - Allenatore
- Alessandro Restani - Vice Allenatore

## Palmarès

### Competizioni interregionali
- Serie D: 1

2005-2006 (girone E)

### Competizioni regionali
- Prima Divisione: 1

1941-1942
- Promozione: 3

1956-1957, 1989-1990, 2007-2008
- Prima Categoria: 1

1969-1970
- Eccellenza: 1

2003-2004
- Coppa Italia Dilettanti Umbria: 1

2009-2010

### Altri piazzamenti
- Serie C:

Secondo posto: 1946-1947 (girone E)
Terzo posto: 1947-1948 (girone Q)
- Eccellenza:

Terzo posto: 2009-2010
Secondo posto: 2019-2020
- Promozione:

Secondo posto: 1993-1994, 1998-1999, 2022-2023
- Scudetto Dilettanti:

Finalista: 2005-2006
- Coppa Italia Dilettanti:

Semifinalista: 1969-1970
- Coppa Italia Dilettanti Umbria:

Semifinalista: 2001-2002
- Coppa Italia Promozione Umbria:

finalista: 2024-2025

## Statistiche e record

### Partecipazione ai campionati
| Livello | Categoria                                     | Partecipazioni | Debutto   | Ultima stagione | Totale |
| ------- | --------------------------------------------- | -------------- | --------- | --------------- | ------ |
| 3º      | Serie C                                       | 4              | 1942-1943 | 1947-1948       | 4      |
| 4º      | Promozione                                    | 2              | 1948-1949 | 1949-1950       | 14     |
| 4º      | Campionato Interregionale                     | 1              | 1958-1959 | 1958-1959       | 14     |
| 4º      | Serie D                                       | 11             | 1959-1960 | 2015-2016       | 14     |
| 5º      | Campionato Interregionale - Seconda Categoria | 1              | 1957-1958 | 1957-1958       | 10     |
| 5º      | Serie D                                       | 8              | 1978-1979 | 2013-2014       | 10     |
| 5º      | Campionato Interregionale                     | 1              | 1990-1991 | 1990-1991       | 10     |

## Tifoseria
Il primo gruppo di tifosi organizzati fu quello dei "Fedelissimi Bar Stazione" nato negli anni settanta e ancora oggi attivo.
Negli anni novanta, più precisamente nel 1993 nascono altri nuclei di tifosi, tra cui i Drunk Boys, che guidano la curva per oltre un decennio.
Negli anni duemila prendono vita anche gli " Ultras Spoleto " oramai sciolti e la "Nuova Guardia", oltre agli Indians nati e sciolti sull'entusiasmo della vittoria del Campionato di Serie D nella stagione 2005-2006.
Attualmente la curva biancorossa è guidata dalla " Vecchia Guardia", con un nucleo di tifosi relativamente circoscritto tra Centro Storico e quartiere Passo Parenzi.

### Gemellaggi e Rivalità
La tifoseria non ha nessun gemellaggio ufficiale. Sono presenti rapporti di amicizia con i Fedayn Sirignano e Ultras Tarquinia, oltre che con i  ragazzi della Est di Terni, tutti risalenti ai primi anni novanta.
Rapporti tesi invece, con le  corregionali  Foligno ( con il quale si gioca il derby della Valle Umbra ), Perugia, Città di Castello, Gubbio e Bastia.